# 月球车1号
月面步行者一號（俄語：Луноход-1，"Moonwalker 1"），是苏联发射成功的世界上第一辆成功运行的遥控月球车。质量约为756千克，高1米35，长2.2米，宽1.6米。 依靠4对电驱动，电磁继电器制动的轮子实现机动。于1970年11月17日由月球17号送上月球（降落点位于北纬38°17'西经35°），一直在雨海地区工作至1971年10月4日。

## 结构与装备
月球车分为仪器舱和自动行走底盘两部分。由可展开的圆形太阳能电池和蓄电池联合供电。
- 仪器舱是由镁合金制成的密封舱，其内装有无线电收发装置、遥控仪器、供电系统、摄影機、X射线仪、温控系统等。月球车一号上有多套摄影系统，最重要的一只是位于车头向外突出的主摄影機。它每秒可向地球上的5人控制小组传输1幅影像。此外车前还有两个摄影機，车后的两个摄影機分别可在垂直方向做360度旋转和水平方向的180度旋转。当需要传输高畫質影像時，月球车1号就停下来利用车上的窄束天线进行发射。月球车还携带了与月球13号相同的X射线仪。利用该仪器可以探测月球土壤中铝、钙、硅、铁、镁、钛等元素的相对豐度。车体前端还有一只与月球13号上类似的穿刺器，可以通过测量穿刺月壤时的阻力来获得相关物理参数。车前摄像头的边上还装有激光反射器。仪器舱内还有一个用来保持温度的同位素热源。[2]
- 自动行走底盘依靠8只包裹着金属丝的辐条轮使月球车行动。这些车轮直径为51厘米且相互独立，只要有两个车轮工作，月球车1号就能实现行走。月球车1号没有转向轮但是车轮可以向前后两个方向运动。它使用像坦克履带那样改变两侧车轮的速度差来实现转向。虽然每个车轮都有计数器，但是设计师为了防止主轮打滑后计数器失灵（现代探测器中也出现过这种故障）在车体尾部安装了第9个用来测量里程和速度的轮子。[2]

## 收获

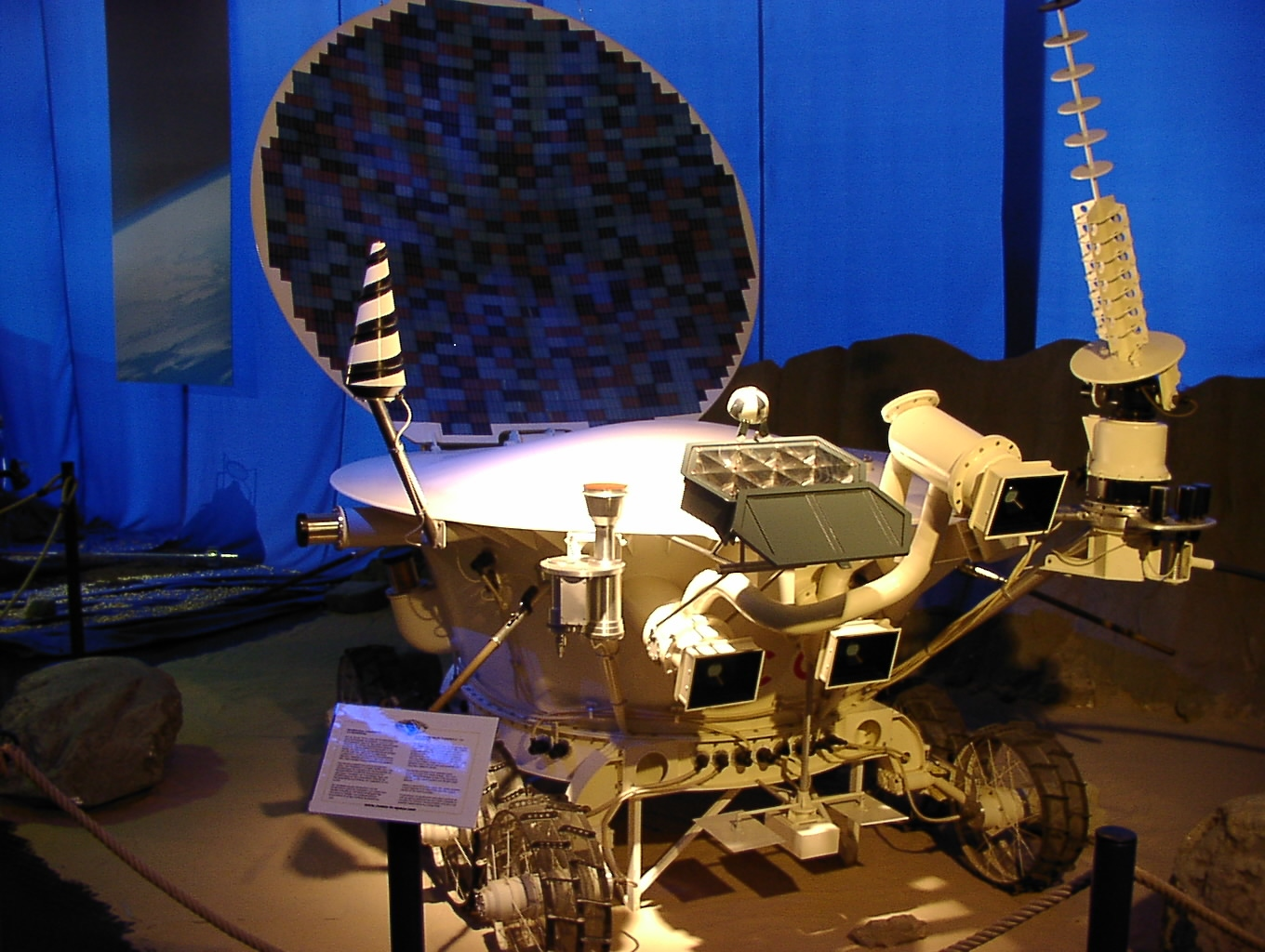
月球车模型

原定90天的任务时间实际上持续了322天。到10月4日，月球车1号一共在月球进行了多次巡游，总行程10540米。拍摄了2万多张照片，对500个地点进行了土壤物理测试，25个地点进行了土壤化学分析。总考察面积接近8万平方米。
月球1号各次巡游的里程如下：
- 1970年11月17日至11月22日：197米
- 1970年12月9日至12月22日：1522米
- 1971年1月8日至1月20日：1936米
- 1971年2月8日至2月19日：1573米
- 1971年3月9日至3月20日：2004米
- 1971年4月8日至4月20日：1029米
- 1971年5月7日至5月20日：197米
- 1971年6月5日至6月18日：1559米
- 1971年7月4日至7月17日：220米
- 1971年8月3日至8月16日：215米
- 1971年8月31日至10月14日：88米